# 48631 Hasantufan
48631 Hasantufan este un asteroid din centura principală de asteroizi.

## Descriere
48631 Hasantufan este un asteroid din centura principală de asteroizi. A fost descoperit pe 26 septembrie 1995 la Zelenchukskaya Station de Timur V. Kryachko. Asteroidul prezintă o orbită caracterizată de o semiaxă mare de 2,24 ua, o excentricitate de 0,20 și o înclinație de 4,6° în raport cu ecliptica.